# Самофаловка
Самофаловка (рос. Самофаловка) — селище у Городищенському районі Волгоградської області Російської Федерації.
Населення становить 1877 осіб. Входить до складу муніципального утворення Самофаловське сільське поселення.

## Історія
Селище розташоване у межах українського історичного та культурного регіону Жовтий Клин.
Селище засноване 1871 року.
Згідно із законом від 14 травня 2005 року № 1058-ОД органом місцевого самоврядування є Самофаловське сільське поселення.

## Населення
| 2010 |
| ---- |
| 1877 |